# 巴里納斯市

巴里納斯市（西班牙語：Municipio Barinas），是委內瑞拉的一個市，位於該國西部巴里納斯州，首府設於巴里納斯，面積3,304平方公里，2007年人口319,387，人口密度為每平方公里97人。